# Agapemåltid
Agapemåltider eller agaper (av gr. agape, "kärlek, kärleksbevis") eller kärleksmåltider, var i den äldsta kristna kyrkan gemensamma måltider, som församlingsmedlemmarna åstadkom genom gåvor.
Måltiden var allmänt förekommande som ett uttryck för nära relation i den judiska miljön. Agapemåltiderna var ett slags efterbildningar av Jesus avskedsmåltid med apostlarna. Jesus åt tillsammans med sina lärjungar och uppmuntrade dem att fortsätta göra det till hans minne efter sin död. 
Måltiderna började och slutade med bön och lovsång, samt åtföljdes av att man firade nattvard tillsammans (se Apg. 2:46-47). När nattvarden under 100-talet skildes från dessa måltider, fick de alltmer karaktären av vanliga gästabud där omåttlighet och andra oordningar efter hand blev mer vanliga. Redan Paulus gav av denna orsak en tillrättavisning (1 Kor. 11:20–22). Någon gång under 100-talet skildes nattvarden från dessa måltider och blev mera ritualiserad[källa behövs].
Flera kyrkomöten yttrade sig mot agaper, bland andra det i Laodikeia (363). Längst fanns de kvar i den grekiska kyrkan, men förbjöds slutligen av Concilium quinisextum (692).
I modern tid har herrnhutarna åter upptagit detta bruk, och ännu senare även andra kyrkor. Under tidigt 2000-tal har åtskilliga församlingar agapemåltider i sitt kalendarium.[källa behövs]Agapemåltider hålles oftast under skärtorsdagen, den dag då Jesus instiftade nattvarden, men kan även förekomma under andra tider.